# Ramiro Funes Mori
Ramiro José Funes Mori (Mendoza, 5 de março de 1991) é um futebolista argentino que atua como zagueiro. Atualmente joga no Estudiantes.

## Carreira

### River Plate
Funes Mori profissionalizou-se no River Plate em 2011. Quatro anos depois, fez parte do elenco na campanha vitoriosa da Libertadores da América. No jogo de volta da final, realizado no dia 5 de agosto, o zagueiro marcou o gol que selou a vitória por 3 a 0 contra o Tigres.

### Everton
Em setembro de 2015 foi contratado pelo Everton, da Inglaterra, assinando por quatro temporadas.

### Villarreal
Em 21 de junho de 2018, assinou com o Villarreal.

## Seleção Nacional
Estreou pela Seleção Argentina principal no dia 28 de março de 2015, em um amistoso contra El Salvador.

## Vida pessoal
É irmão gêmeo do atacante Rogelio Funes Mori.

## Títulos
River Plate
- Primera B Nacional: 2011–12
- Torneio Final: 2014
- Copa Sul-Americana: 2014
- Recopa Sul-Americana: 2015
- Supercopa Euroamericana: 2015
- Copa Libertadores da América: 2015
- Copa Suruga Bank: 2015
- Trofeo de Campeones: 2023

Villarreal
- Liga Europa da UEFA: 2020–21